# Zabójstwo Kyllikki Saari
Zabójstwo Kyllikki Saari – zabójstwo Finki Auli Kyllikki Saari (ur. 6 grudnia 1935, zm. 17 maja 1953) w Isojoki, w Finlandii. Sprawcy do dziś nie wykryto, a sprawę uważa się za kładącą cień na pracy fińskiej policji i najbardziej tajemniczą zbrodnię w historii tego kraju.

## Zabójstwo
Saari była po raz ostatni widziana, gdy ok. dziesiątej wieczorem jechała na rowerze z zebrania modlitewnego. Została zaskoczona przez zabójcę. Jej rower znaleziono latem na bagnistym terenie. Mimo zakrojonych na szeroką skalę poszukiwań ciało znaleziono dopiero 11 października na bagnie.
Zabójstwo miało prawdopodobnie podłoże seksualne. Na pogrzeb Saari przyszło 25 tys. osób. W śledztwie rozważano wiele możliwości, m.in. pastora Kauko Kanervo, anonimowego byłego policjanta czy kopacza rowu pracującego w pobliżu. Żadna z tych wersji nie potwierdziła się. Różne teorie są wysuwane aż do dziś. Przyjmuje się, że sprawca zabójstwa nie żyje.

## Zabójstwo w kulturze
Określenie zabójca Kyllikki Saari oznacza w mowie potocznej kogoś nieuchwytnego.